# Reinsvoll
Reinsvoll este o localitate din comuna Vestre Toten, provincia Oppland, Norvegia, cu o suprafață de 1,14 km² și o populație de 1.057 locuitori (2013).